# 월곶동
월곶동(月串洞)은 대한민국 경기도 시흥시의 행정동이자 법정동이다.

## 홈
- 2014년 3월 1일 : 군자동에서 본동

- 월곶중학교
- 월포초등학교
- 시흥월곶초등학교

## 교통
- 수도권 전철 수인선 달월역
- 수도권 전철 수인선 월곶역
- 영동고속도로
- 제3경인고속화도로

## 지리
시흥시의 중서부에 위치하고 서쪽에 논현고잔동,논현2동 동쪽에는 장곡동 남쪽에는 정왕본동,거모동 서남쪽에는 배곧동 북쪽에는 신현동이 이있다.